# Massakern i Odessa

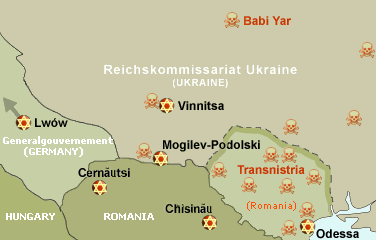
Karta över förintelsen i Ukraina och Rumänien. Odessas getto är märkt med gul stjärna. Massakrer i Transnistrien anges med röd dödskalle.

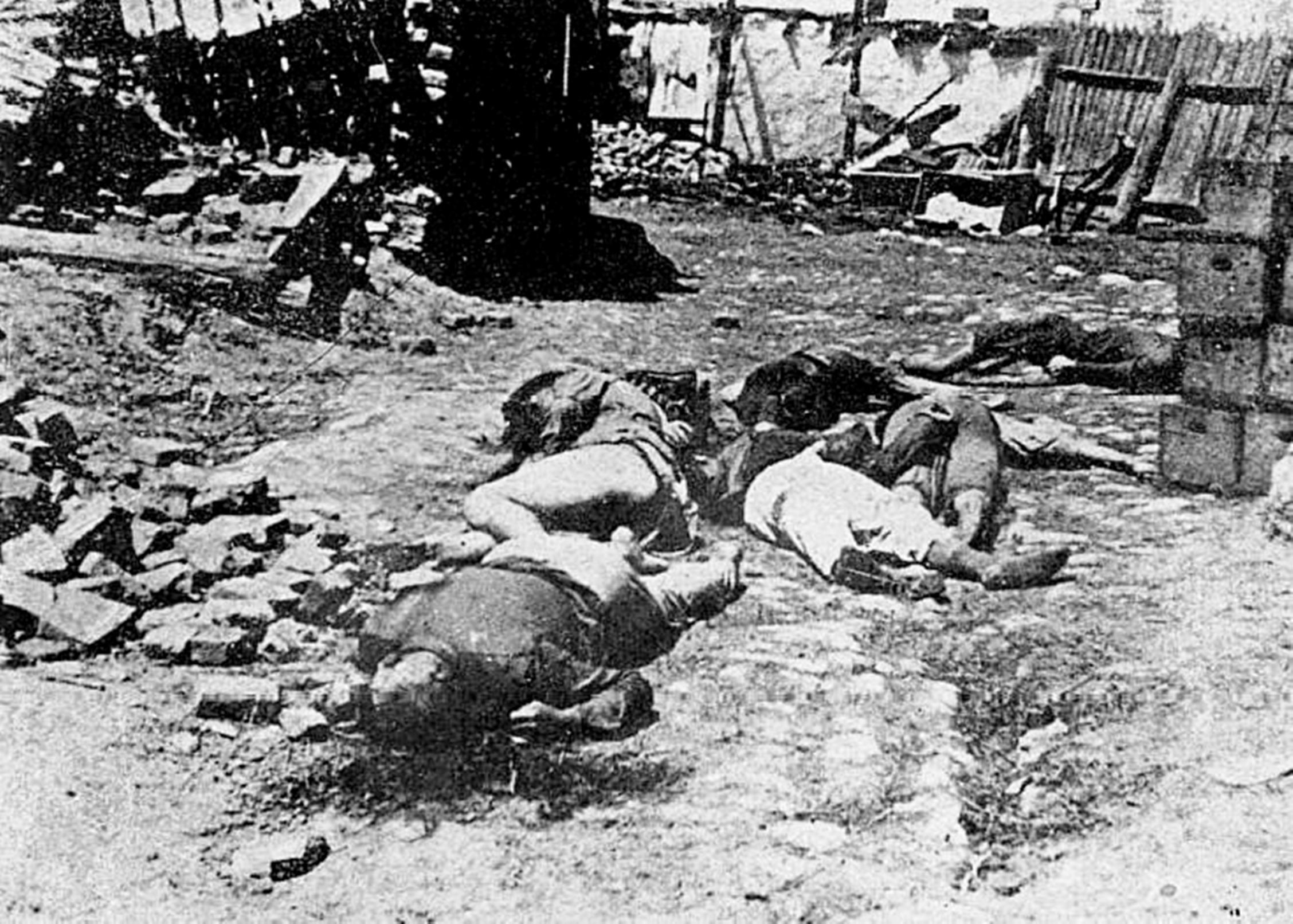
Mördade rumänska judar i Bârzula i oktober 1941.

Massakern i Odessa var en omfattande massaker som ägde rum i Odessa och dess omgivningar den 22–24 oktober 1941. Mellan 25 000 och 35 000 judar mördades under tre dagar.
Före andra världskriget tillhörde Odessa Ukrainska SSR, och var den stad i Sovjetunionen som hade störst antal judiska invånare. I augusti 1941, två månader efter inledandet av Operation Barbarossa, Tysklands anfall mot Sovjetunionen, belägrades Odessa av rumänska trupper. Staden kapitulerade i början av oktober och kom att ingå i Guvernementet Transnistrien (rumänska Guvernământul Transnistriei), som administrerades av Rumänien med Gheorghe Alexianu som guvernör.
Den 22 oktober 1941 detonerade en kraftig bomb i det rumänska militära högkvarteret; 67 personer dödades, bland andra den rumänske kommendanten. Skulden för bombattentatet lades på judarna och bolsjevikerna och den rumänska vedergällningen inleddes samma dag. Omkring 19 000 judar fördes den 23 oktober till Odessas hamnområde och arkebuserades. Kropparna övergöts med bensin och brändes. Följande dag sköts ytterligare omkring 16 000 judar ihjäl i utkanten av Odessa.